# Рентгеновский лазер
Рентге́новский ла́зер (также иногда встречается название разер) — источник когерентного электромагнитного излучения в рентгеновском диапазоне, основанный на эффекте вынужденного излучения. Является коротковолновым аналогом лазера. В более широком смысле рентгеновскими лазерами называют любые устройства, способные генерировать когерентное рентгеновское излучение.
По сравнению с оптическим диапазоном лазерная генерация в ультрафиолетовом и рентгеновском диапазонах обладает следующими сложностями:
1. С уменьшением длины волны сильно падает эффективность лазерного усиления
2. В рентгеновском диапазоне отсутствуют хорошие зеркала, что делает затруднительным создание резонаторов
3. Для генерации в рентгеновском диапазоне нужны значительно бо́льшие мощности накачки

В рентгеновских лазерах в узком смысле в качестве активной среды обычно используется горячая плазма. Именно для таких лазеров достигнуты наибольшие успехи. Наименьшая длина волны, для которой продемонстрирован лазерный эффект, составляет 3,56 нм.